# Château de Présilly
Le château de Présilly est un château situé sur les hauteurs de Présilly, en Bourgogne-Franche--Comté (France). Sa construction s’étend du XIe siècle au XVe siècle.

## Localisation
Le château est situé dans le département français du Jura, sur la colline du Crotard surplombant Présilly à l’ouest du village et s’élevant à 638 mètres de haut.

## Description
La partie la plus ancienne du château est son donjon rectangulaire datant du XIe siècle, aux murs de pierres de trois mètres d’épaisseur, situé à l’ouest du château. Il est composé d’un rez-de-chaussée au plafond vouté de 10 m de haut, servant d’arsenal, et d’un premier étage destiné aux gardes et doté de meurtrières, de postes de guet et de réserves de flèches. Les deux étages communiquent par une ouverture centrale et par des éléments mobiles : si le donjon devait être défendu, aucun escalier ne permettait à des assaillants d'accéder facilement aux deux parties.
Comprenant un des côtés du donjon, une courtine dotée d’un chemin de ronde, édifiée au XIIIe siècle, forme le périmètre de la cour. Les bâtiments bordant la cour ont été plus abîmés que le donjon. Il subsiste une construction, au sud, formée d’un rez-de-chaussée vouté et d’un étage qui pourraient correspondre à une cuisine et à une salle des gardes ; ainsi qu’un bâtiment remanié au cours de l’occupation du lieu pour servir de prison.
À la fin du XVe siècle, les héritiers de Nicolas Rolin adjoignent au château une barbacane du côté ouest : ses murs bas forment un plan pentagonal muni d’un éperon. Le long de la muraille d’enceinte, un fossé est creusé. Pour rentrer dans la forteresse, il faut d’abord passer par la barbacane et sa porte latérale, puis franchir le fossé grâce à un pont-levis, avant de traverser le châtelet et d’arriver dans la cour.
Le châtelet est également daté du XVe siècle ; il est large d’environ 8 mètres et profond de quatre, et peut être isolé du reste du château grâce au pont-levis à l’ouest et à une porte pivotante à l’est. Les emplacements pour les pièces du pont-levis sont encore visibles sur la façade.

## Historique
Le château est propriété de la famille de Dramelay jusqu’au XVe siècle, avant de passer aux mains de Nicolas Rolin et de sa descendance, puis à celles des comtes de Montrevel du XVIe siècle au XVIIIe siècle. Chacun des propriétaires contribue aux aménagements successifs de la place forte.
En 1673, lors de la prise de la Franche-Comté par les forces françaises au cours de la guerre de Hollande, Lacuzon démantèle le château afin qu’il ne puisse pas être utilisé par l’ennemi,.

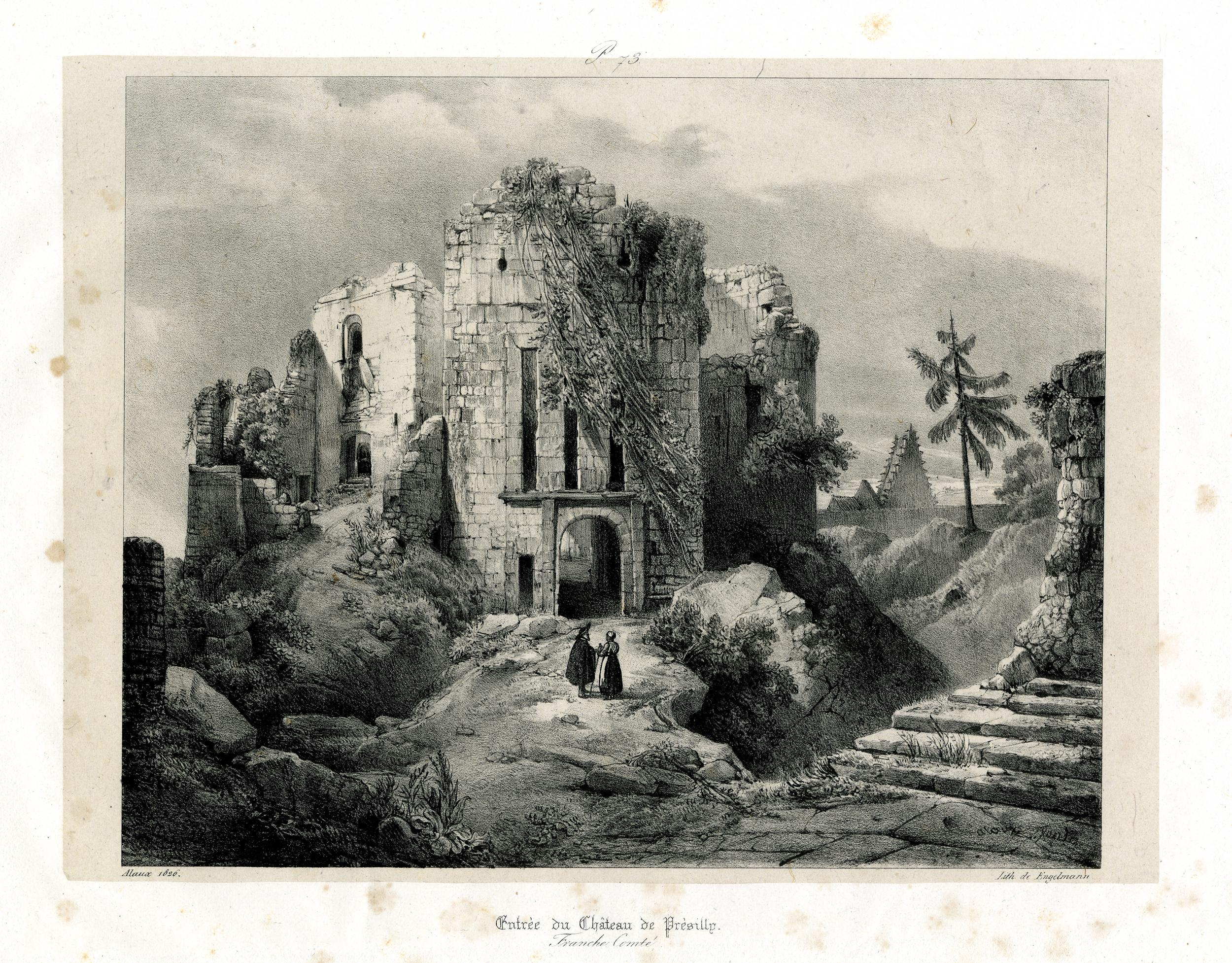
Le château de Présilly dessiné par Jean Alaux.

La forteresse en ruines est décrite par Charles Nodier et illustrée par Jean Alaux dans un des volumes des Voyages pittoresques et romantiques dans l'ancienne France paru en 1825,.

### Préservation des ruines
À la fin des années 1940, les ruines de la forteresse sont masquées par la densité de la végétation. Au cours de la décennie suivante, sous l’impulsion de l’abbé de Perthuis, plusieurs chantiers de jeunes scouts ou de volontaires de l'association Concordia permettent de défricher le site ; l'édifice est classé au titre des monuments historiques en 1955. 
L’association « les Balladins du château », fondée dans les années 1980, gère le site et organise des chantiers de fouilles.

## Galerie

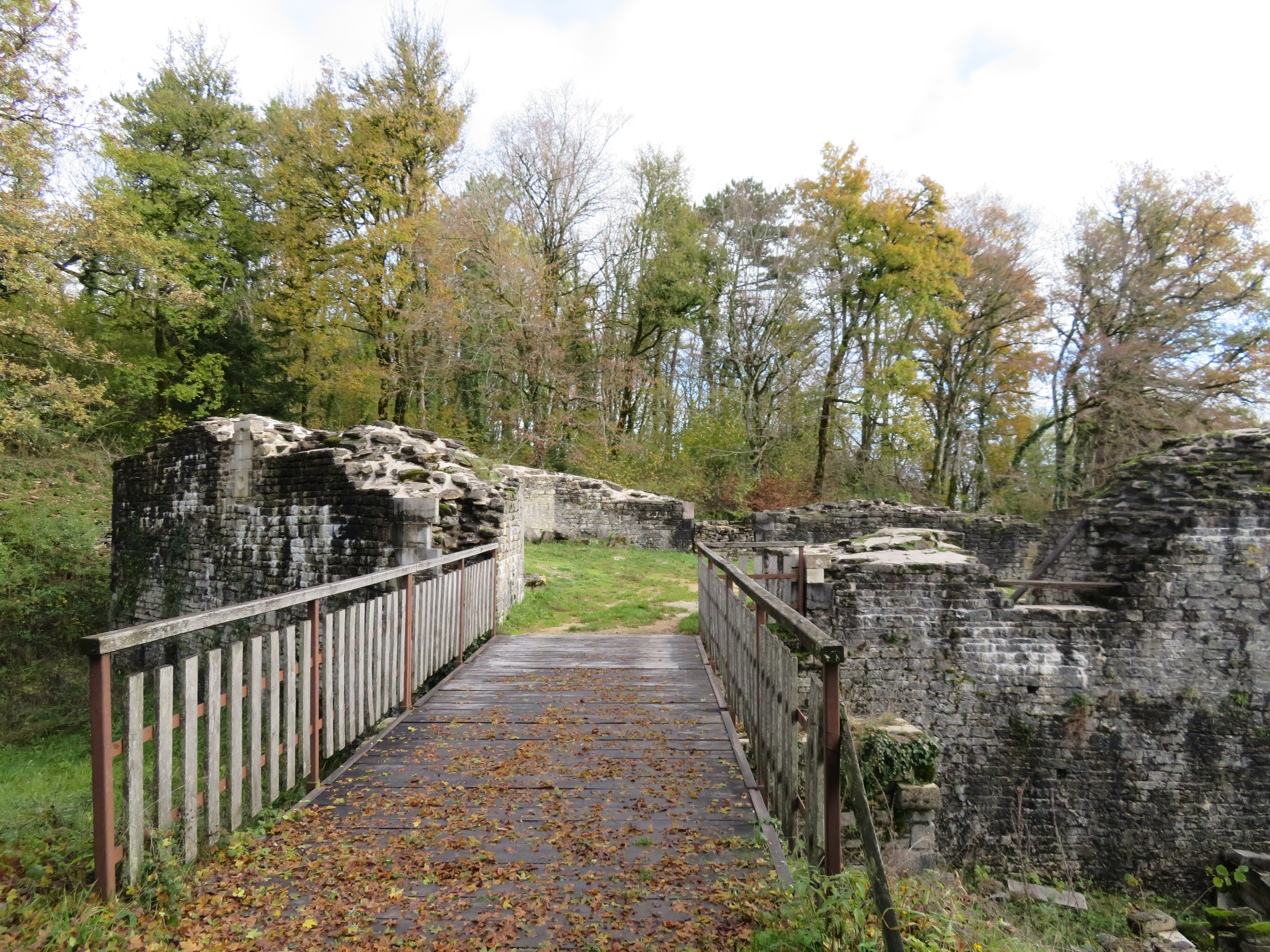
Entrée latérale de la barbacane.
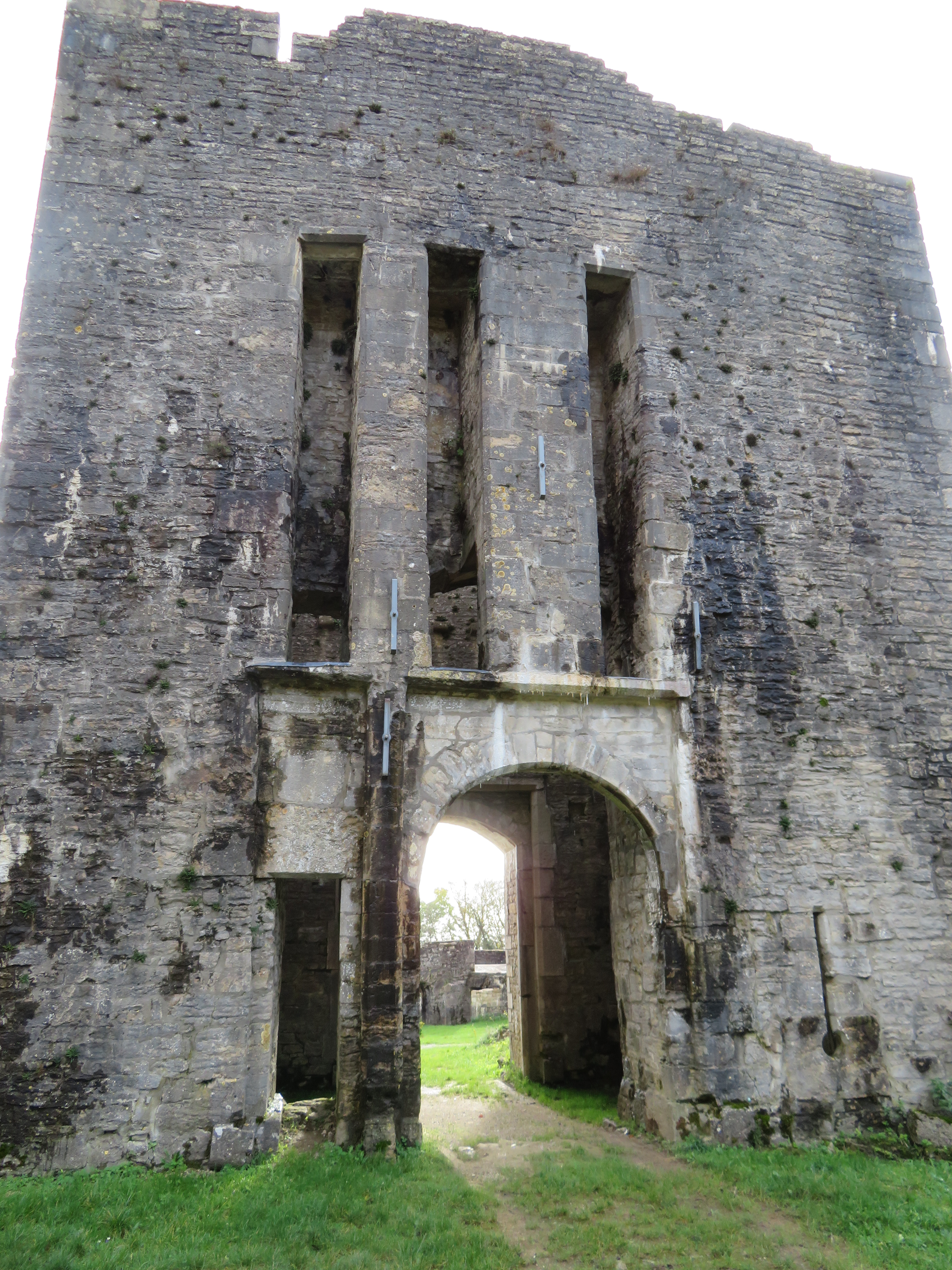
Châtelet, vu depuis la barbacane (le fossé a été comblé).
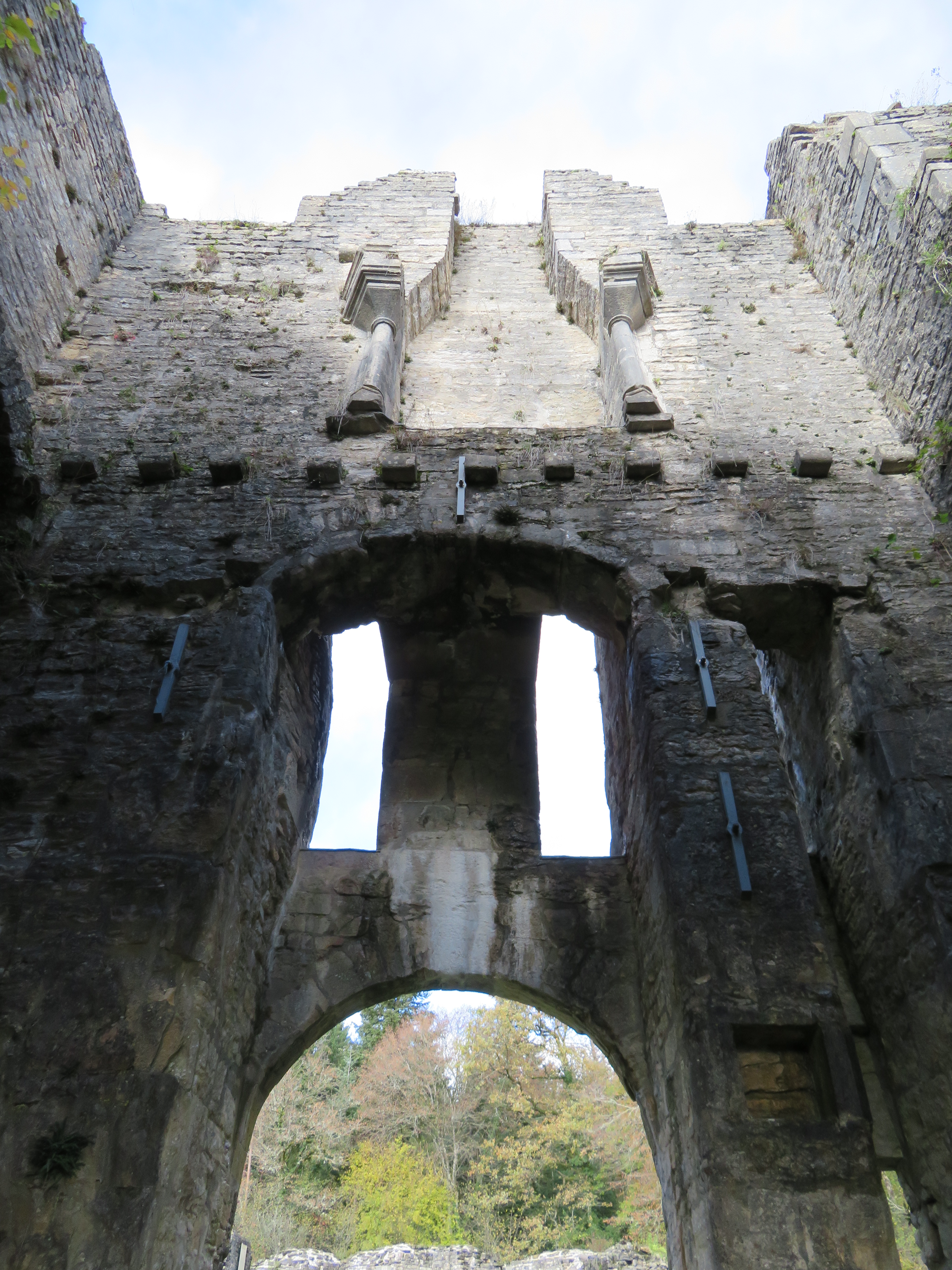
Intérieur du châtelet : les corbeaux de pierre délimitent un étage, où était installée une cheminée.
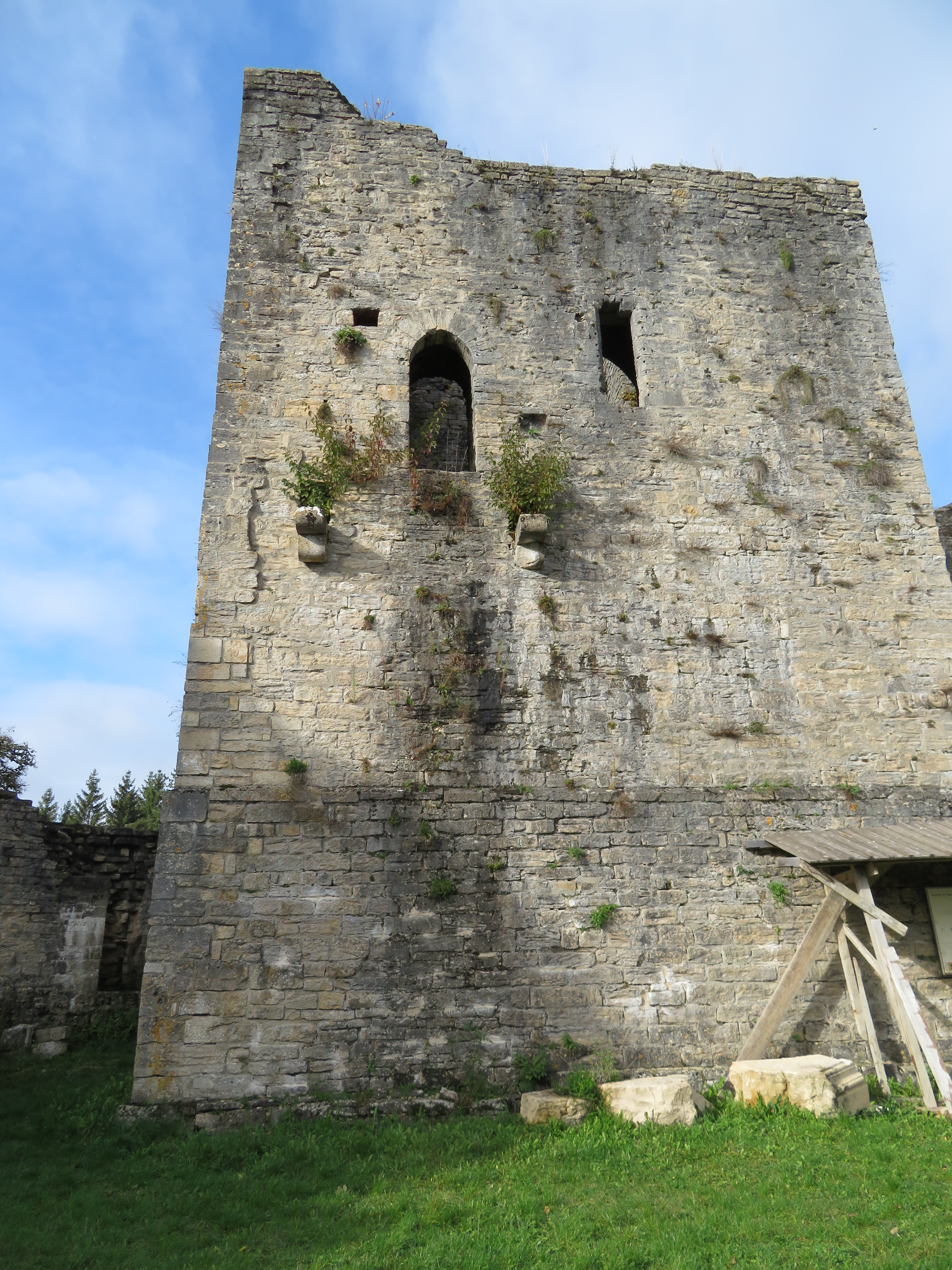
Ruines du donjon.
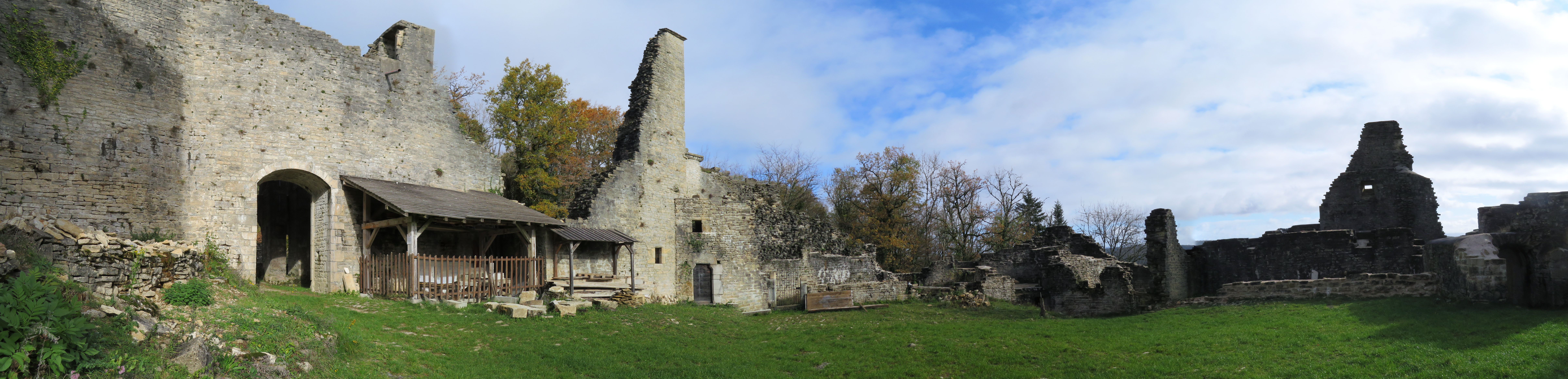
Panorama de la cour du château, depuis le pied du donjon.